# Дахра
Дахра (на френски: Dahra) е град в район Луга, Сенегал.

## Географско положение
Дахра се намира на 264 km североизток от столицата Дакар, към който е свързан чрез път N3. Надморската височина на града е 51 m.

## Население
Към 2013 г. градът има население от 31 915 души. Дахра е популярен заради седмичния пазар, който събира много животновъди и търговци от цял Сенегал.
Промяна в числеността на населението по години:
| 1997   | 2001   | 2002   | 2013   |
| ------ | ------ | ------ | ------ |
| 13 220 | 15 322 | 26 486 | 31 195 |